# Wüsthof
Wüsthof est une entreprise familiale de coutellerie dont le siège est à Solingen, dans la région de Westphalie-Rhénanie-du-Nord en Allemagne. La dénomination officielle est "Ed. Wüsthof Dreizackwerk KG" (Société Commanditaire d'Edition Wüsthof Trident). L'entreprise, gérée depuis maintenant sept générations par la famille fondatrice, vend non seulement des couteaux, mais aussi des blocs de couteaux, des ustensiles de cuisine et de manucure.

## L'Entreprise
Tous les couteaux Wüsthof sont fabriqués exclusivement en Allemagne sur trois sites de production situés à Solingen, où sont employées 350 personnes.  Les produits de la marque Wüsthof sont vendus à l'étranger dans près de 90 pays.

## L'Histoire
Depuis 1814, la SC Ed. Wüsthof Trident fabrique de la coutellerie de très haute qualité à Solingen, en Allemagne.
En 1895, l'entreprise prend pour logo un trident dans un cercle, et depuis 1965, un trident blanc dans un cercle blanc sur fond rouge. Le logo du trident a été enregistré à  Berlin à l'Office Impérial des Brevets en 1895 en tant que marque déposée, et est aujourd'hui breveté dans presque tous les pays.
En 1987, la filiale "Wüsthof Trident of America" a été fondée aux États-Unis. Depuis 2009, elle est établie à Norwalk dans l'État du Connecticut.
Depuis 2010, l'affutage initial du fil tranchant des couteaux Wüsthof est l'un des meilleurs mondiaux grâce aux techniques de très haute-précision de mesure-laser PEtec3 (Precision Edge Technology = Technologie d'affutage de Précision), développées par l'entreprise Wüsthof, dans ses propres ateliers de production.

## Les gammes et Produits Primés
Les deux gammes de couteaux "Classic" et "Grand-Prix" de Wüsthof ont obtenu les meilleures évaluations dans le numéro de novembre 2005 du magazine américain Magazin Consumer Report ainsi que, de façon réitérée, les meilleures évaluations délivrées par le magazine Cook's Illustrated Magazin.
Le couteau Santoku, article numéro 4174, de la série Grand-Prix II, a été déclaré vainqueur par l'institut allemand de la consommation (Stiftung Warentest) en janvier 2008 avec une note globale de 1,8/6 (la meilleure note possible à obtenir étant 1/6).
Le couteau de chef, article numéro 4782/10, de la série Xline a remporté, au Concours international de Design, le Red dot Award 2013.

## La Production
Dans les usines de production Wüsthof, les couteaux forgés sont aujourd'hui fabriqués en plus de 40 étapes, grâce à l'utilisation d'une robotique ultramoderne alliée au savoir-faire manuel des ouvriers de Solingen.
Chaque couteau forgé par Wüsthof est coulé dans un morceau unique d'Acier trempé inoxydable de chrome-molybdène-vanadium et porte la formule "X50CrMoV15" gravée sur sa lame.  L'alliage contient 0,5 % de carbone (C) garantissant la qualité de coupe, 15 % de chrome (Cr) pour l'inoxydabilité, ainsi que des petites quantités de molybdène (Mo) et de vanadium (V) augmentant la résistance à la corrosion et la dureté de la lame obtenue.
X50CrMoV15 est la dénomination standard allemande de l'alliage selon la Norme Industrielle Allemande (DIN). Son numéro standard de substance (W-Nr. Standard) est 1.4116.
Cet alliage d'acier trempé inoxydable est forgé à 1 200 °C, puis refroidi et durci pour obtenir 58° Rockwell HRC. Cette mesure, le Rockwell HRC, définit la dureté donc la qualité du tranchant de la lame. L’affutage initial de celle-ci se fait en plusieurs étapes. Il est contrôlé par la technologie de mesure laser PEtec, qui redéfinit individuellement pour chaque couteau, un angle précis de 28 degrés, définissant ainsi le tranchant optimal des lames. Leur affûtage final se fait par un travail traditionnel à la main.